# You Know I Know
You Know I Know es el sexto álbum de estudio del cantante y compositor británico Olly Murs, lanzado el 9 de noviembre de 2018 bajo el sello de RCA Records. Fue publicado como un álbum doble, con el primer disco incluyendo 12 canciones nuevas y el segundo 12 de las canciones más exitosas de los trabajos anteriores del artista.

## Recepción

### Comentarios de la crítica
El escritor Neil Z. Yeung de Allmusic comentó que el álbum ofrece un buen balance entre lo «familiar» y lo «fresco» con temas que se destacan del nuevo catálogo como «Moves» y «Feel the Same». Por otra parte, Alex Green del diario The Irish News lo calificó con 8 puntos de 10 y aseguró que el disco brinda nuevos «éxitos de pop modernos», sin alejarse mucho del rumbo que Murs ha estado siguiendo en sus 10 primeros años de carrera, lo cual seguro mantendrá felices a sus seguidores.

### Recibimiento comercial
En el Reino Unido, el álbum debutó en la segunda posición del UK Albums Chart, siendo el primer disco de Murs desde su debut en no alcanzar la cima del listado. Pese a ello, fue certificado con disco de platino por vender 300 mil unidades en el país, y fue el vigésimo octavo álbum más exitoso del 2018. En Irlanda llegó hasta la décima casilla de su listado semanal, mientras que en Alemania a la 41 y en Suiza a la 56, siendo su trabajo peor posicionado en los tres países. El disco no consiguió debutar en los conteos de ningún otro país.

## Lista de canciones
- Edición estándar

| You Know I Know — Disco 1 |                                |                                                                             |          |  |
| N.º                       | Título                         | Escritor(es)                                                                | Duración |  |
| 1.                        | «Moves» (con Snoop Dogg)       | Ed Sheeran, Steve Mac, Snoop Dogg, Ammar Malik                              | 2:45     |  |
| 2.                        | «Go Hard»                      | Murs, Thomas Barnes, Peter Kelleher, Benjamin Kohn, Camille Purcell         | 3:08     |  |
| 3.                        | «Love Me Again»                | Murs, Steve Robson, Purcell, Wayne Hector                                   | 2:50     |  |
| 4.                        | «Excuses»                      | Murs, Robson, Grace Barker                                                  | 3:07     |  |
| 5.                        | «You Know I Know» (con Shaggy) | Murs, Robson, Claude Kelly, Hector                                          | 3:07     |  |
| 6.                        | «Feel the Same»                | Murs, Nile Rodgers, Robson, Edward Drewett, Barker, Nicholas Gale           | 3:11     |  |
| 7.                        | «Somebody New»                 | Murs, Robson, Kelly, Hector                                                 | 2:46     |  |
| 8.                        | «Mark On My Heart»             | Murs, Robson, Kelly, Hector                                                 | 2:49     |  |
| 9.                        | «Take Your Love»               | Murs, Robson, Hector, Iain Farquarson                                       | 3:33     |  |
| 10.                       | «Maria»                        | Murs, Richard Boardman, Pablo Bowman, Sarah Blanchard                       | 3:18     |  |
| 11.                       | «Talking to Yourself»          | Murs, Robson, Caroline Ailin, Hector                                        | 2:34     |  |
| 12.                       | «Younger»                      | Murs, Daniel Heløy Davidsen, Peter Wallevik, Cutfather, Hector, Lucas Secon | 3:08     |  |
| 37:15                     |                                |                                                                             |          |  |

| You Know I Know — Disco 2 |                                         |                                                                                         |          |  |
| N.º                       | Título                                  | Escritor(es)                                                                            | Duración |  |
| 1.                        | «Dance with Me Tonight»                 | Olly Murs, Claude Kelly y Steve Robson                                                  | 3:23     |  |
| 2.                        | «Troublemaker» (con Flo Rida)           | Tramar Dillard, Claude Kelly, Olly Murs y Steve Robson                                  | 3:05     |  |
| 3.                        | «Up» (con Demi Lovato)                  | Maegan Cottone, Daniel Davidsen, Mich Hansen, Wayne Hector y Peter Wallevik             | 3:44     |  |
| 4.                        | «Heart Skips a Beat» (con Rizzle Kicks) | Alex Smith, Samuel Preston, Jim Eliot, Jordan Stephens y Harley Alexander-Sule          | 3:23     |  |
| 5.                        | «Dear Darlin'»                          | Ed Drewett, Jim Eliot y Olly Murs                                                       | 3:26     |  |
| 6.                        | «Wrapped Up» (con Travie McCoy)         | Murs, McCoy, Claude Kelly y Steve Robson                                                | 3:05     |  |
| 7.                        | «You Don't Know Love»                   | Murs, Robson, Camille Purcell, Hector                                                   | 3:18     |  |
| 8.                        | «Kiss Me»                               | Murs, Robson, Zacharie Raymond, Yannick Rastogi, Gary Derussy, Lindy Robbins, Taio Cruz | 3:19     |  |
| 9.                        | «Please Don't Let Me Go»                | Murs, Robson, Kelly                                                                     | 3:24     |  |
| 10.                       | «Thinking of Me»                        | Murs, Robson, Hector                                                                    | 3:26     |  |
| 11.                       | «Unpredictable» (con Louisa Johnson)    | Mich Hansen, Daniel Davidsen, Peter Wallevik, Kara DioGuardi, Iain James                | 3:20     |  |
| 12.                       | «Grow Up»                               | Murs, Robson, Purcell, Hector                                                           | 3:45     |  |
| 40:38                     |                                         |                                                                                         |          |  |

## Posicionamiento en listas

### Semanales
| Alemania    | German Albums Chart   | 41 |
| Escocia     | Scottish Albums Chart | 2  |
| Irlanda     | Irish Albums Chart    | 10 |
| Reino Unido | UK Albums Chart       | 2  |
| Suiza       | Swiss Albums Chart    | 56 |

### Anuales
| Reino Unido | UK Albums Chart | 28 |

### Certificaciones
| Territorio  | Organismo certificador | Certificación | Ventas certificadas | Ref.  |
| ----------- | ---------------------- | ------------- | ------------------- | ----- |
| Reino Unido | BPI                    | Platino       | 300 000             | [ 4 ] |